# Śmiarowo
Śmiarowo – wieś w Polsce, położona w województwie podlaskim, w powiecie kolneńskim, w gminie Mały Płock.
| SIMC    | Nazwa | Rodzaj    |
| ------- | ----- | --------- |
| 0401555 | Karcz | część wsi |

Wierni kościoła rzymskokatolickiego należą do parafii Znalezienia Krzyża Świętego w Małym Płocku.

## Historia
W latach 1921–1939 wieś leżała w województwie białostockim, w powiecie kolneńskim (od 1932 w powiecie łomżyńskim), w gminie Rogienice.
Według Powszechnego Spisu Ludności z 1921 roku wieś zamieszkiwało 113 osób w 18 budynkach mieszkalnych. Miejscowość należała do parafii rzymskokatolickiej w m. Mały Płock. Podlegała pod Sąd Grodzki w Stawiskach i Okręgowy w Łomży; właściwy urząd pocztowy mieścił się w m. Mały Płock.
W latach 1975–1998 miejscowość należała administracyjnie do województwa łomżyńskiego.